# Орден Царицы Тамары
Орден Царицы Тамары (груз. თამარ მეფის ორდენი) — государственная награда Грузии, был учреждён решением Парламента Грузии № 1553 от 31 июля 2009 года для награждения исключительно представительниц женского пола за выдающиеся заслуги перед народом и отечеством.

## История ордена

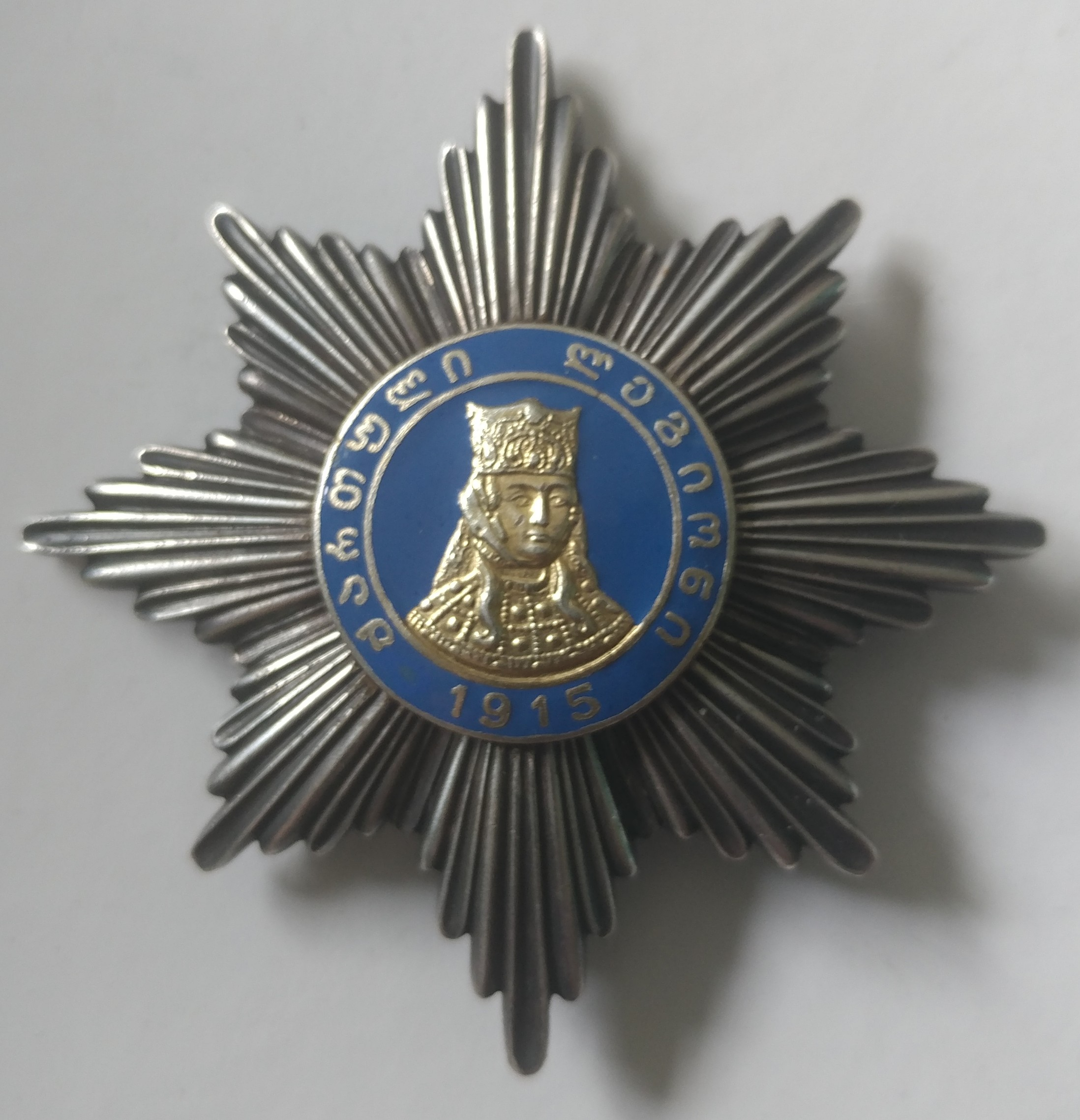
Орден Царицы Тамары 1915 года

С 1915 существовал орден Святой Тамары, имевший одну степень, учреждённый и изготавливавшийся в Германской империи, а затем в Грузинской Демократической Республике, в том числе и в изгнании. Например, были награждены Герман Геринг и Теодор Дюстерберг.

## Положение о награде
Орден царицы Тамары вручается исключительно представительницам женского пола за выдающиеся заслуги перед народом и отечеством.

Награждённому орденом царицы Тамары вручается денежная премия в размере 4 000 лари.

## Награждённые
1. Джульетта Вашакмадзе, актриса
2. Тинатин (Тина) Канделаки, телеведущая
3. Инесе Вайдере, депутат Европейского парламента, гражданка Латвийской Республики[3]
4. Ламара Чкония, оперная певица (2011 год)[4]
5. Эка Квеситадзе, эксперт Фонда стратегических и международных исследований (2013 год)
6. Майя Асатиани, телеведущая (2013 год)
7. Нана Жоржолиани, телеведущая и журналистка (2013 год)
8. Софо Мосидзе, руководитель информационной службы Общественного вещателя (2013 год)[5]
9. Инга Григолия, телеведущая (2013 год)
10. Нино Шубладзе, заместитель генерального директора телекомпании «Рустави-2» (2013 год)
11. Хатия Буниатишвили, пианистка (2013 год)
12. Кристийна Оюланд, государственный и политический деятель Эстонии, министр иностранных дел с 2002 по 2005 год (2013 год)
13. Ирина Енукидзе, общественный деятель (2015 год).
14. Элене Кавлелишвили, искусствовед (2021 год, посмертно)[6]
15. Медея Амиранашвили, оперная певица (2021 год)[6]
16. Мзекала Шанидзе, доктор филологических наук, академик (2021 год)[6]
17. Натела Мачавариани, актриса (2021 год)[6]
18. Кетеван Кинцурашвили, искусствовед (2021 год)[6]
19. Кетеван (Кети) Долидзе, режиссёр (2021 год)[6]
20. Русудан Мирзикашвили, советник Международного совета по сохранению памятников и достопримечательных мест ICOMOS  (2021 год)[6]
21. Русудан Цурцумия, директор Международного центра изучения традиционной полифонии (2021 год)[6]
22. Нона Гаприндашвили, шахматистка (2023 год)[7]